# ماخنووشچینا
ماخنووشچینا Махновщина (Махновщина Makhnovshchyna) تلاشی برای تشکیل یک جامعه آنارشیست بدون دولت، در دوره انقلاب اوکراین از ۱۹۱۷ تا ۱۹۲۱ بود. از سال ۱۹۱۸ تا سال ۱۹۲۱، که طی آن «شوراهای آزاد» و کمون‌های لیبرتاری تحت حفاظت ارتش سرکوبگر انقلابی نستور ماخنو عمل کردند. این منطقه جمعیتی حدود هفت میلیون داشت.
این قلمرو در ۲۷ نوامبر ۱۹۱۸ ایجاد شداما در نهایت در اوت سال ۱۹۲۱ توسط ارتش سرخ، نابود شد. پس از شکست آنها، برخی از اعضای آن به رومانی فرار کردند و باقی‌مانده ارتش سیاه، توسط بلشویک‌ها اعدام شدند.